# Station Lod
Station Lod (Hebreeuws: Taḥanat HaRakevet Lod) is een treinstation in de Israëlische plaats Lod.
Het station ligt aan de straat Dovev, in het westen van de stad.
Station Lod ligt op het traject Beër Sjeva-Nahariya.
Per dag trekt het station ongeveer 7780 reizigers.
| Eindbestemming             | Vorig station              | Lijn                     | Volgend station   | Eindbestemming            |
| -------------------------- | -------------------------- | ------------------------ | ----------------- | ------------------------- |
| Beër Sjeva-Centraal        | Kiryat Gat                 | Beër Sjeva-Nahariya      | Tel Aviv HaHagana | Nahariya                  |
| Ashkelon                   | Beër Ya'akov               | Ashkelon-Binyamina       | Kfar Habad        | Binyamina                 |
| Jeruzalem-Malha            | Ramla                      | Jeruzalem-Tel Aviv       | Tel Aviv HaHagana | Tel Aviv Savidor Centraal |
| Risjon Letsion Harisjoniem | Risjon Letsion Harisjoniem | Harisjoniem-Hod Hasjaron | Lod Ganei Aviv    | Hod Hasjaron Sokolov      |